# Neoregelia bragarum
Neoregelia bragarum là một loài thực vật có hoa trong họ Bromeliaceae. Loài này được (E.Pereira & L.B.Sm.) Leme mô tả khoa học đầu tiên năm 1998.